# Simeone Bujas
Simeone Bujas, též Simone Bujas, Šime Bujas, nebo Simon Bujas (1825 Tisno – 17. října 1885 Zadar), byl rakouský právník a politik italské národnosti z Dalmácie, v 60. letech 19. století poslanec rakouské Říšské rady.

## Biografie
V době svého působení v parlamentu je uváděn jako Dr. Simon Bujas, advokát v Zadaru.
Počátkem 60. let se s obnovou ústavního systému vlády zapojil do vysoké politiky. V zemských volbách byl zvolen na Dalmatský zemský sněm. Zemským poslancem byl v letech 1861–1864. Zastupoval kurii venkovských obcí, obvod Šibenik. Působil také coby poslanec Říšské rady (celostátního parlamentu Rakouského císařství), kam ho delegoval Dalmatský zemský sněm roku 1861 (Říšská rada tehdy ještě byla volena nepřímo, coby sbor delegátů zemských sněmů). V rejstříku poslanců pro zasedání od roku 1864 již uváděn není.
Politicky patřil ke straně dalmatských autonomistů (tzv. autonomaši, též pejorativně talijanaši), kteří byli orientováni proitalsky a provídeňsky a odmítali chorvatské státoprávní aspirace.
Zemřel v říjnu 1885.